# Rhinebeck
Rhinebeck é uma cidade localizado no estado americano de Nova Iorque, no Condado de Dutchess.
A população era de 2.657 habitantes no censo de 2010. É parte da Área Estatística Metropolitana de Poughkeepsie – Newburgh – Middletown, NY, bem como da maior Área Estatística Combinada Nova York – Newark – Bridgeport, NY-NJ-CT-PA, e o "ZIP Code" é 12572. A "U.S. Route 9" passa pela vila.